# Saropogon senex
Saropogon senex là một loài ruồi trong họ Asilidae. Saropogon senex được Osten-Sacken miêu tả năm 1887.